# Попаснянський вагоноремонтний завод
Попаснянський вагоноремонтний завод — досить молоде залізничне підприємство, розташоване в місті Попасна Луганської області, яке розпочало свою діяльність з грудня 2007 року. З цією метою було укладено договір оренди цілісного майнового комплексу з Регіональним відділенням Фонду Державного майна в Луганській області[джерело?].
Продукція підприємства сертифікована в системі УкрСЕПРО (напіввагон мод. 12-9745, візки двовісні 18-1750 та 18-100, колісні пари, осі чистові вагонні РУ1Ш, триангели гальмової важільної передачі, резервуари повітряні).
Підприємство мало сертифікати відповідності в системі ССФЖТ (напіввагон мод. 12-9745, візки двовісні 18-1750 та 18-100, колісні пари, осі чистові вагонні РУ1Ш, триангели гальмової важільної передачі, резервуари повітряні). На даний момент дію сертифікатів відповідності в системі ССФЖТ призупинено, збут продукції в країни СНД закритий.
У ТДВ «Попаснянський ВРЗ» діє система менеджменту якості ISO 9001: 2008[джерело?].
Опановано повний цикл виробництва з виготовлення і ремонту піввагонів. В даний час завод спеціалізується на капітальному, поточному і деповському ремонті вантажних вагонів.

## Історія
У 1933 році розпочато будівництво Попаснянського вагоноремонтного заводу.
У 1935 році будівництво тривало, а на заводських коліях впроваджувався капітальний ремонт 2-вісних вагонів. К1 травня 1935 року ДП «Попаснянський ВРЗ» випустив з капітального ремонту перший вагон.
З початку виробничої діяльності заводом відремонтовано близько 450 тис вагонів.
У 1939 році виробничі потужності заводу повністю введені в експлуатацію. Проектна потужність - ремонт 4500 одиниць 2-вісних і 4-вісних вантажних вагонів на рік.
Під час Другої світової війни завод евакуйовано в Орджонікідзе, де виготовляв продукцію для військових потреб, а потім в Тбілісі. В 1943 році після звільнення Донеччини почалося відновлення Попаснянського ВРЗ.
11 травня 1944 року випущений перший вагон після звільнення міста від німецьких військ, до кінця цього року з ремонту вийшли 350 вагонів.
Вже до 1948 року було досягнуто довоєнних показників виробництва.
З 1967 року завод почав виробляти товари народного споживання.
Від 1971 року на заводі проводилася реконструкція.
У 1978 році завершені будівельно-монтажні роботи з реконструкції заводу.
З 1980 року розпочато будівництво ливарно-механічного комплексу, здані в експлуатацію пожежне депо, головний склад, гараж на 50 автомашин. У ці роки також велося будівництво сталеливарного цеху, корпусів механічних цехів, об'єднаних побутових приміщень, їдальні на 220 місць, інженерного корпусу та інших об'єктів.
У 1990 році відремонтовано найбільшу кількість вагонів за всю історію Попаснянського ВРЗ - 16725 вагонів за чисельності працівників 3275 осіб (в тому числі 1315 жінок).

### Після відновлення незалежності
Як і для інших підприємств, на початку 90-х років для заводу настали не найкращі часи, оскільки в порівнянні з 1990 роком обсяги ремонту вагонів значно зменшилися. Удвічі знизилася чисельність працівників.
Після відновлення незалежності України завод перейшов у підпорядкування міністерства транспорту України.
У березні 1995 року Верховна Рада України внесла завод до переліку підприємств, приватизація яких заборонена в зв'язку з їх загальнодержавним значенням.
У серпні 1997 року завод був включений в перелік підприємств, що мають стратегічне значення для економіки і безпеки України.
У 2004-2005 р.р. освоєно будівництво 4-вісного піввагона моделі 12-9745.
Як вже зазначалося вище, в грудні 2007 року почався новий етап у розвитку заводу. Створено нове підприємство - Товариство з додатковою відповідальністю (ТДВ) «Попаснянський вагоноремонтний завод», яке почало свою діяльність, орендуючи майновий комплекс у Державного підприємства. З цією метою було укладено договір оренди цілісного майнового комплексу з Регіональним відділенням Фонду Державного майна в Луганській області.
Відремонтовані побутові приміщення в цехах і заводська їдальня, для складання і здачі нових вагонів побудований спеціальний корпус.
В період 2011-2012 р.р. встановлено та введено в експлуатацію комплекс сучасного обладнання виробництва ТОВ «НВФ «Техвагонмаш» з виготовлення нових піввагонів, в повному циклі, з виробничою потужністю до 6000 піввагонів в рік.
Побудований корпус для зборки і здачі нових вагонів, відремонтовані побутові приміщення в цехах, заводська їдальня.
У грудні 2017 офіційно продовжений договір оренди цілісного майнового комплексу[джерело?].

## Показники
| Тип                | 2017 | 2018 |
| ------------------ | ---- | ---- |
| Вантажні піввагони | 875  | 1677 |

## Продукція
Завод атестований на право виконання ремонту і будівництва рухомого складу, виконує будівництво нових піввагонів моделі 12-9745, виконує капітальний, деповський і поточний ремонт наступних типів вагонів:
- 4-вісних напіввагонів
- хоперів-цементовозів
- хоперів-зерновозів
- 8-вісних цистерн
- критих вагонів
- платформ
- мінераловозов
- сажевозів
- окатишевозів
- коксовозів
- транспортерів

Крім того, завод випускає широку номенклатуру запасних частин і комплектуючих для ремонту рухомого складу залізниць, в тому числі:
- кришку люка вантажного піввагона
- триангеля
- осі вагонні чистові
- колісні пари
- візки для вантажних вагонів
- резервуари повітряні та інші.